# Oncicola justatesticularis
Oncicola justatesticularis är en hakmaskart som först beskrevs av Machado 1950.  Oncicola justatesticularis ingår i släktet Oncicola och familjen Oligacanthorhynchidae. Inga underarter finns listade i Catalogue of Life.